# 前瞻基礎建設計画

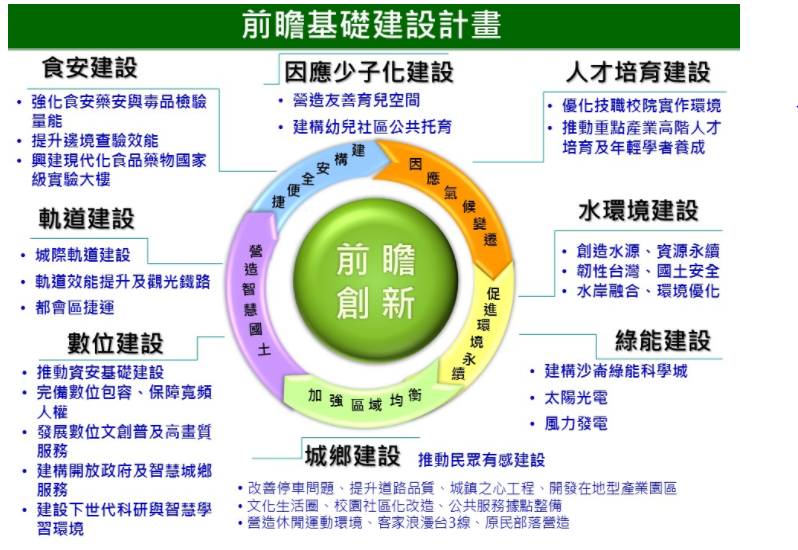
前瞻基礎建設五項目の概要

前瞻基礎建設計画（ぜんせんきそけんせつけいかく）は2017年3月に中華民国総統の蔡英文が打ち出し、行政院長の林全が推進を宣言した台湾の基礎インフラの大規模建設投資計画である。前瞻は「展望、予測」「プロスペクティブ」の意で、「将来を見据えたインフラ建設計画」という意味が込められており、未着手の事業も前倒しする意志の表れでもある。

## 概要
これまでの十大建設、新十大建設に相当するものだが、主に軌道インフラの整備が重視されている。
2016年に蔡英文が総統に就任すると、これまでの重厚長大寄りの産業形態を見直し、エコ化、デジタル化をより推進するための景気対策の一環で基礎インフラ建設投資への意欲を表明。
軌道インフラ、デジタルインフラ、水利インフラ、環境インフラ、地方の都市インフラに大別され、地域均衡、国内投資増、持続的かつ安定した経済成長を目標としている。この大規模な政府支出により民間投資1兆7,777億元も呼び込む狙いがあり、8年間でGDPを総額9,759億元押しあげるとしている。台湾各地方政府の提出計画に中央政府予算を盛り込んで2017年3月に行政院で閣議決定され、同年5月の法案成立を目指している。
前政権の馬英九が推進していた「愛台十二建設」の未着手分も一部受け継いでおり、蔡の2016年中華民国総統選挙での当選前後から就任前までに実現あるいは前進した事業も含まれる。

## 計画内容
台湾の各地方政府が提出していた項目のうちリスト入りされたもの。
以下の中央政府拠出分の事業費の単位は全て台湾ドル。

### 軌道インフラ(軌道整備、軌道建設)
主に鉄道分野を記載する。既存計画の進捗については
鉄道は初年度で38項目がリスト入りし、総額9558.63億元に達する。このうち総統任期1期目である4年以内の完成あるいは具体化は8項目総額2419.75億元、4年以内に計画を推進させるものが30項目総額7138.88億元。4241億3300万元（日本円約1兆5328億円）を2017-2024年の特別予算として計上する。以下の地域別リストを参照。また、国内鉄道車両メーカーの育成を通じて国外市場への進出も視野に入れている。
2期予算（2018-2019）
2018年7月20日 - 軌道部門420億元を含む前瞻基礎建設計画二期予算が行政院で承認（立法院の三読審議後に執行）。

#### 台北市・新北市・基隆市
- 基隆軽軌（ 既存台鐵縦貫線の3線区間を活用し、基隆駅と台北市の捷運南港展覧館駅19km9駅をトラムトレインで結ぶ計画）：81.34億[9][10]、2期[8]。

#### 新北市
- 新北捷運三鶯線（2016年着工済）：502.00億
- 淡海軽軌（2016年着工済）：153.06億
- 安坑軽軌（2016年着工済）：166.32億
- 台北捷運万大中和樹林線第2段階：550億（2期[8]）

#### 桃園市
- 桃園機場捷運
  - 中壢延伸線（建設中）：351.69億
  - 機場第三航廈駅新設：47.74億
- 桃園捷運緑線
  - 本線（2017年内着工予定）：982.64億
  - 中壢延伸線：351.69億[11]
- 縦貫線桃園都心部地下化：964.09億、2期[8]。

#### 新竹市・新竹県
- 新竹大車站（大新竹駅）計画（立体化により東西分断を解消する）：実現可能性調査(以下F/S)調査0.12億、2期[8]。
- 大新竹環状軽軌（高鐵新竹駅と台鐵新竹駅およびサイエンスパークを有機的に結合するライトレール。）：300億、2期[8]。

#### 台中市
- 捷運藍線（F/Sが交通部通過済）：841.64億→981.49億
  - 藍線台中港延伸（2期で追加[8]。）
- 捷運緑線彰化延伸線（新烏日駅 - 彰化市）：138.95億
  - 緑線彰化・鹿港延伸（2期[8]。）
- 大台中山手線：616.80億
  - 台鐵台中線(山線)（豊原駅 - 大慶駅）高架化（済、新駅建設中）
  - 台鐵海岸線(海線)複線高架化
  - 成追線複線化（15.40億、事業化決定済）
  - 甲后線（別称彩虹線。台中線后里駅 - 海岸線大甲駅）新設（2期[8]。）
  - 台中線（大慶駅 - 烏日駅）高架化

#### 彰化県
- 縦貫線田中駅と高鐵彰化駅を接続する連絡線計画（台鐵田中支線）：18.92億

#### 雲林県
- 縦貫線斗六駅周辺高架化：F/S調査0.09億[12]
- 台湾糖業鉄道虎尾糖廠周辺路線（馬公厝線）13.2km再活用：F/S調査0.08億
  - 観光列車復活
  - 高鐵雲林駅と連絡
  - 台鐵斗南駅と連絡

#### 南投県
- 集集線近代化計画：23.63億

#### 嘉義市・嘉義県
- 縦貫線高架化計画10.9km
  - 嘉義都心鉄道高架化計画：275.86億
  - 民雄郷、水上郷縦貫線高架化総合計画：F/S調査0.5億[13]
- 台湾糖業鉄道蔗埕線延伸（故宮南院 - 蒜頭糖廠 - 高鐵嘉義駅）：F/S調査0.08億
- 阿里山森林鉄路42号トンネル再復旧計画：3.91億

#### 台南市
- 台南市都心部鉄道地下化8.6km（2017年着工済）：293.60億[14]
- 台南市内鉄道立体化（善化区まで11.05km延伸）：342.49億、2期[8]。
- 台南捷運
  - 緑線（中国語版）（11.9km）：220.93億
  - 藍線（中国語版）
  - 第一段階（大橋 - 林森8.6km）：186.04億
  - 第二段階（仁徳 - 高鉄台南駅）（2期[8]）
  - 橘線
  - 紅線（中国語版）（2期[8]）

#### 高雄市
- 高雄捷運紅線（zh:岡山路竹延伸線）13.3km8駅（2期[8]。）
  - 南岡山駅 - 岡山駅延伸（2018年着工予定）：30.60億
  - 岡山駅 - 大湖駅延伸（F/S通過済）：272.83億
- 高雄捷運黄線（都会延伸環状線）21.2km21駅：1454.71億
- 高雄捷運橘線（zh:屏東延伸線）：F/S調査0.5億[15]

#### 屏東県
- 新左営駅での高鐵と台鐵の乗継利便性向上：2.46億
- 台湾高速鉄道屏東延伸案：F/S調査0.08億[16]、2期[8]。
- 恒春観光鉄道計画
  - 台鐵恒春線：199.36億[17]
  - 海生館線（ライトレールまたはトラムトレイン[18]）
- 台鐵東港線(廃線)復活計画：25.25億

#### 宜蘭県
- 北宜直線鉄路：F/S調査0.12億[19][20]

#### 花蓮県・台東県
- 台東線複線化：410.67億、2期[8]。
- 南廻線（台東 - 潮州）電化（進行中）：276.13億

### 水利インフラ(水生環境整備、水環境建設)
2017-2024年で総額2507億7300万元を投入、最初の4年で791.32億元を計上。

#### 全体
- 水道水供給改善：117億
- 防災及び貯水池建設：37億
- 伏流水開発：20.00億
- ITによる水管理・節水：13.00億
- ダム環境保全：130.00億
- 他10項目

#### 桃園市
- 桃園市石門水庫越境トンネル堆砂対策（事業化済）：29.12億

#### 台中市
- 台中市大甲渓水資源総合運用事業：89.00億

#### 南投県
- 南投県鳥渓鳥嘴潭人口湖計画（事業化済）：190.04億

#### 台南市
- 沙崙グリーンエネルギーサイエンスパーク：
  - 下水道建設、
- 白河ダムの継続改善工事：20.00億

#### 離島地区
- 第2期離島地区給水改善計画：19.00億

### 地方の都市インフラ(都市と地方の建設、城郷建設)
4年総額1372億元を計上。
- パークアンドライド、スマート駐車場管理の推進（交通部）：200億
- 道路のライフライン共溝化による電柱レス化、舗装品質向上など（交通部、内政部）：332億
- 中小都市の区画整理、コンパクトシティ化推進（内政部）：85億
- 大型工業団地や農地の業態転換による再開発（経済部）：200億元
- 歴史遺産の保存や修復による地区再生（文化部）：158億
- 少子高齢化で増加する学校の空きスペースを、地域コミュニティ取り込みや全老朽校舎の建替えにより多元化（教育部）：45億
- 自治体の行政サービス拠点再整備で地方政府庁舎などの耐震強化、近代化、デジタル学習拠点への活用など（内政部、衛生福利部）：212億
- 自転車道、河岸緑化整備などのレジャー施設インフラ高品質化（教育部）：100億元
- 台3線を軸にした客家ロマンチック街道推進プロジェクト[21]（客家委員会）：20億元
- 集落の健全な持続維持のため、デジタル学習機会の強化、水資源改善など（原住民族委員会）：20億

### デジタルインフラ(デジタル建設、数位建設)
総額460億6900万元を計上。
- 公共・教育機関のクラウド推進、防災・セキュリティへの投資：138.8億
- 回線品質向上によるデジタルデバイドの解消：39.7億
- 文化遺産・歴史遺産のデジタル化投資：64.7億
- スマート・シティの実現：298.1億
- 次世代科学研究とスマートラーニングの教育機関への導入、人材育成など：191.5億

### 環境インフラ(グリーンエネルギー建設、緑能建設)
グリーンエネルギー建設（243億1500万元を計上）

#### 全体
- スマートグリッド：44.4億
- 風力発電、太陽光発電：81億

#### 台南市
- 沙崙グリーンエネルギーサイエンスパーク（台南市）：117.8億
  - 綠能社区（グリーンコミュニティ）発展計画

### 他の投資

#### 新竹市・新竹県
- 新竹市立棒球場
- 国際展演中心および客家会館

#### 台南市
- 沙崙グリーンエネルギーサイエンスパーク：
  - 3本の連絡道、
- 大台南30分圏内交通生活圏：6大快速公路の連結、新営・仁徳・和順・開元の4大交通ターミナルビル開発、8年間で1万台分の駐車場設置
- 文化首都歴史風華再現
  - 文化園区、月津港国家歴史風貌園区、水交社文化園区、新営動漫園区
  - 雙城再現：安平古堡と赤崁楼の修復再生および主題園区設置計画